# Ardei umpluți

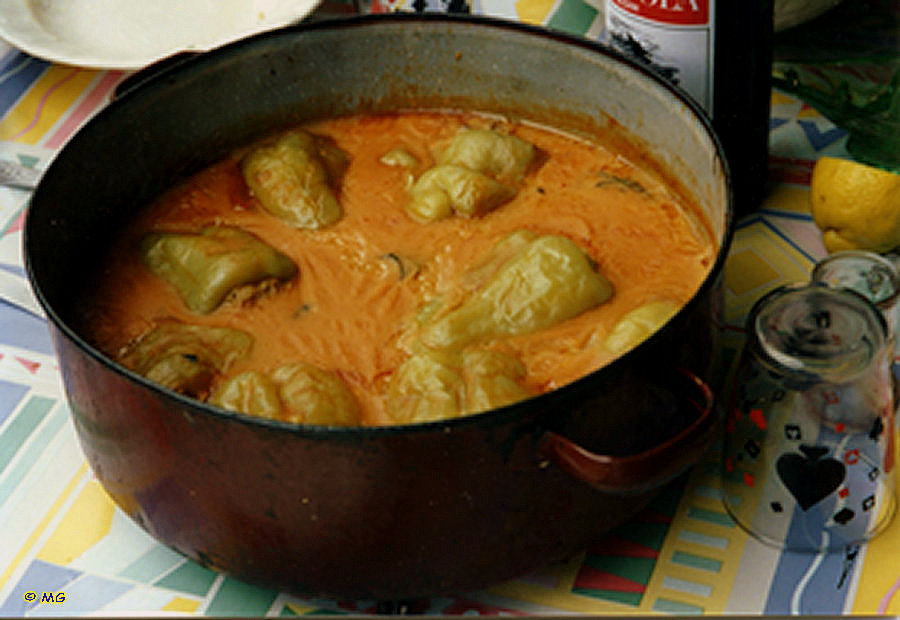
Marmite remplie d'ardei umpluți.

Ardei umpluți est le nom d'un plat traditionnel de la cuisine roumaine et moldave qui veut dire littéralement « poivrons farcis ».
Les ardei umpluți sont, dans la cuisine roumaine, généralement préparés avec des poivrons farcis de viande, le plus souvent du porc, additionné de riz, de légumes et d'épices.

## Plats similaires
Ce même plat est présent dans certains pays balkaniques. On le nomme punjene paprike en serbe, et pălnene tchouchki (пълнени чушки) en bulgare.